# Syntomacris flavomaculatus
Syntomacris flavomaculatus är en insektsart som först beskrevs av Günther, K. 1940.  Syntomacris flavomaculatus ingår i släktet Syntomacris och familjen gräshoppor. Inga underarter finns listade i Catalogue of Life.